# Jean Baptiste (St. Lucia)
Jean Baptiste (dt.: „Johannes der Täufer“) ist ein Ortsteil im Quarter (Distrikt) Anse-la-Raye im Westen des Inselstaates St. Lucia in der Karibik. 

## Geographie
Der Ort liegt im Tal des Roseau River. Er gehört noch zum Großraum von Roseau. Im Umkreis liegen die Siedlungen Jacmel und Derriere Lagoon.

## Klima
Nach dem Köppen-Geiger-System zeichnet sich Jean Baptiste durch ein tropisches Klima mit der Kurzbezeichnung Af aus.